# Sylvia McNair
Sylvia McNair (23 de junio de 1956, Mansfield, Ohio, Estados Unidos) es una soprano estadounidense ganadora de dos Premios Grammy; destacada en ópera, musicales y cabaret; eximia en óperas de Mozart y oratorios de Bach y Handel y como recitalista[cita requerida] siendo una de las principales sopranos líricas de la década de 1990.[cita requerida]

## Trayectoria
Sylvia McNair estudió violín y se enroló en el Wheaton College (Illinois) para perfeccionarse. Allí fue impulsada a estudiar voz con Margarita Evans, dedicándose completamente a esta disciplina. Se graduó en la Universidad de Indiana y estudió con John Wustman, y Virginia Zeani.
Debutó en 1980 con la Orquesta Sinfónica de Indianápolis y en ópera en 1982 como Sandrina en la ópera de Haydn L'infedeltà delusa.
Se sucedieron notables actuaciones en la Ópera Estatal de Viena, Festival de Glyndebourne, Festival de Salzburgo, Covent Garden, Edimburgo, París, Lisboa, la Ópera de Santa Fe, la Ópera de San Francisco y el Metropolitan Opera.
Desde 1998, McNair cambió rumbo al dedicarse al musical de Broadway y al jazz.
En 2006 se unió a la cátedra de la Universidad de Indiana, donde enseña.

## Personal
McNair se casó con el director de la Ópera de Omaha, Hal France en 1986.
Fue diagnosticada con cáncer de mama en 2006. Fue sometida a mastectomía y terapia radioactiva.

## Grabaciones
Sylvia McNair ha grabado más de 70 discos destacándose Mozart arias con Sir Neville Marriner y recitales con Andre Previn dedicados a Jerome Kern
- Samuel Barber: Knoxville, Etc / Levi, McNair, Atlanta SO
- Berlioz: Beatrice Et Benedict / John Nelson
- Arlen: Come Rain Or Come Shine / Mcnair, Previn, Finck
- Brahms: Ein Deutsches Requiem / Kurt Masur, New York Philharmonic
- Britten: A Midsummer Night's Dream / Davis, Mcnair, Brian Asawa
- Handel: Messiah / Marriner, Mcnair, Von Otter, Et Al
- Haydn: The Creation / Gardiner, Rodney Gilfry, Sylvia McNair, Donna Brown, Michael Schade, Gerald Finley
- The Faces Of Love - The Songs Of Jake Heggie
- Gluck: Orfeo ed Euridice / Gardiner, McNair, Ragin, Sieden
- Sure Thing - The Jerome Kern Songbook / Mcnair, Previn
- Mahler: Symphony No 4 / Mcnair, Haitink, Berlín Philharmonic
- Mozart: Le nozze di Figaro / Claudio Abbado, Gallo, Mcnair, Cecilia Bartoli, Cheryl Studer, Bo Skovhus
- Mozart: La clemenza di Tito / John Eliot Gardiner Anthony Rolfe Johnson, Julia Varády, Catherine Robbin, Anne Sofie von Otter, Sylvia McNair
- Mozart: Il Re Pastore / Mcnair, Hadley, Marriner
- Orff: Carmina Burana / Slatkin, Mcnair, Aler, Hagegard
- Rêveries / Sylvia Mcnair, Vignoles
- Purcell - Sylvia Mcnair - The Echoing Air / Christopher Hogwood
- Stravinsky: The Rake's Progress / Seiji Ozawa, Mcnair, Ian Bostridge, Anthony Rolfe-Johnson

## Premios y honores
- National Metropolitan Opera Auditions, 1982
- Marian Anderson Award, 1990
- Grammy Awards, 1993 y 1996
- Honorary Doctor of Music del Westminster Choir College, 1997, y Indiana University, 1998